# Индуктивное логическое программирование
Индуктивное логическое программирование (Inductive Logic Programming, ILP) — раздел машинного обучения, который использует логическое программирование как форму представления примеров, фоновых знаний и гипотез. Получив описания уже известных фоновых знаний и набор примеров, представленных как логическая база фактов, система ILP может породить логическую программу в форме гипотез, объясняющую все положительные примеры и ни одного отрицательного.
Схема: положительные примеры + отрицательные примеры + фоновые знания => гипотезы
Термин Индуктивное логическое программирование был впервые использован в статье Стивена Магглтона (Stephen Muggleton) в 1991 году. Термин «индуктивное» здесь употребляется в философском (предложение теории для объяснения наблюдаемых фактов), а не в математическом (доказательство свойства членов множества) смысле.

## Задача ILP
Задача – найти полное и совместное определение целевого предиката в терминах фоновых знаний.
- Полное (complete) – охватывает все «+»-примеры
- Совместное (consistent) – не охватывает ни одного «-»-примера

"Гипотеза объясняет примеры" означает:
- Для «+»-примера: факты из базы фактов и гипотеза позволяют вывести этот пример
- Для «-»-примера: факты из базы фактов и гипотеза не позволяют вывести этот пример (отрицание как неудача)

## Правила в языкеProlog
Обычно реализации ILP делаются на языке Prolog. Для понимания дальнейшего примера, напомним о том, как устроены правила в этом языке программирования.
В нем правило — это импликация, например:
имеет_сына(X):-родитель(X,Y), !женщина(Y).
(X имеет сына, если X - родитель Y, и Y - не женщина)
Голова правила — это заключение импликации.
Тело правила — это посылка импликации (конъюнкция «,» литералов).
Литерал -  атомарная формула языка Prolog, либо её отрицание.
Если есть несколько правил с одинаковой головой, то их можно объединить в одно, соединив их тела дизъюнкцией «;»

## Уточнение гипотез
Уточнение гипотез (refinement) представляет собой итерационный процесс: Берется более общая гипотеза H1, которая объясняет все «+»-примеры и некоторые «-» примеры. Она уточняется так, чтобы объяснять меньше «-» - примеров. Результат: гипотеза H2, которая объясняет только подмножество примеров, объясняемых H1
Способы уточнения гипотез:
Отождествление переменных
Было:  
```
has_daughter
(
X
)
 
:-
 
    
parent
(
Y
,
Z
).

```

Стало: 
```
has_daughter
(
X
)
 
:-
 
    
parent
(
X
,
Z
)

```

Добавление фонового предиката к телу
Было:  
```
has_daughter
(
X
)
 
:-.

```

Стало: 
```
has_daughter
(
X
)
 
:-
 
    
parent
(
Y
,
Z
).

```

## Пример

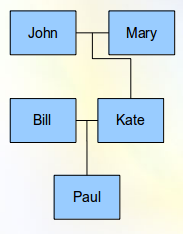
Семья для иллюстрации обучения посредством индуктивного логического программирования. Пример взят из книги Ивана Братко.

Предположим, что имеется база фактов о семье:
```
male
(
john
).

male
(
bill
).

male
(
paul
).

parent
(
john
,
 
kate
).

parent
(
mary
,
 
kate
).

parent
(
bill
,
 
paul
).

parent
(
kate
,
 
paul
).

female
(
mary
).

female
(
kate
).

```

Фоновыми знаниями для этой задачи будут предикаты "родитель", "мужчина" и "женщина":
```
parent
(
X
,
Y
)

male
(
X
)

female
(
X
)

```

Мы хотим научить ILP-систему предикату "имеет дочь". Определим его как целевой предикат:
```
has_daughter
(
X
)

```

Для этого предиката положительные примеры будут:
```
has_daughter
(
mary
)

has_daughter
(
john
)

```

Отрицательные примеры:
```
has_daughter
(
bill
)

has_daughter
(
kate
)

has_daughter
(
paul
)

```

На первом шаге обучения мы имеем только одну максимально общую гипотезу:
```
has_daughter
(
X
).

```

Она устроена тривиально - охватывает все примеры (выполняется для любого X). Но очевидно, что на некоторых примерах она дает неправильный результат - так, в базе есть и те, кто не имеют дочь (это Билл, Кейт и Пол). Таким образом, гипотеза полна (охватывает все "+"-примеры), но несовместна (охватывает некоторые "-"-примеры).
Начнем процесс уточнения гипотезы. Так как отождествлять переменные мы не можем - она всего одна - то воспользуемся вторым способом - добавление фонового предиката к телу. Мы получим уже 3 гипотезы:
```
has_daughter
(
X
):-

    
male
(
Y
).

has_daughter
(
X
):-

    
female
(
Y
).

has_daughter
(
X
):-

    
parent
(
Y
,
 
Z
).

```

Теперь можно воспользоваться 1 способом уточнения гипотез и отождествить переменные (т.е. заменить Y на X)
Получим:
```
has_daughter
(
X
):-

    
male
(
X
).

has_daughter
(
X
):-

    
female
(
X
).

has_daughter
(
X
):-

    
parent
(
X
,
 
Z
).

```

Первая из полученных гипотез звучит так: "X имеет дочь, если X - мужчина". Она имеет контрпример в лице Мэри, которая имеет дочь, однако не является мужчиной. Поэтому здесь ветвь дерева обрезается: гипотеза уже неполна (не охватывает Мэри, которая имеет дочь) и несовместна (охватывает примеры "Билл" и "Пол", у которых нет дочерей). Аналогично будет и в случае гипотезы "Х имеет дочь, если X - женщина".
Единственная ветвь, которая ведет к правильной гипотезе - это цепочка уточнений с правой стороны, включающая предикат "родитель". В итоге, мы получаем гипотезу:
```
has_daughter
(
X
):-

    
parent
(
X
,
 
Z
),

    
female
(
Z
).

```

Именно она является полной и совместной.

## Возможности
- Обучение рекурсивным понятиям, таким как "потомок".
- Мультипредикатное обучение (одновременное изучение нескольких предикатов, когда один предикат определяется в терминах другого)

## Недостатки
- Требуется вручную указать количество и тип переменных в целевом предикате
- Высокая вычислительная сложность (NP-полная задача). При добавлении литералов увеличивается число переменных в предикате. Любое подмножество переменных может быть отождествлено между собой, что сразу дает экспоненциальный рост сложности.

## Эвристики
Возможные ограничения для уменьшения временных затрат: 
- Ограничение на максимальную глубину поиска
- Ограничение на максимальное число литералов в теле предиката
- Введение параметра "стоимость гипотезы": Cost(H) = количество_переменных(H) + 10*количество_литералов(H) + 10*NegCover(H)

## Сферы применения ILP
- Медицина (диагностика ревматических заболеваний)
- Органическая химия (предсказание вторичной структуры белка)
- Механика сплошных сред (предсказание деформации, качественные модели динамических систем)
- Фармакология (задача структура-активность)